# سينتيتو
سينتيتو (بالإنجليزية: Cintēteo)‏ هي آلهة الذرة الأربعة في أساطير الأزتيك. هم أبناء الإلهة سنتيوتل. ومعنى اسمهم هو «آلهة آذان الذرة».

## أسماء الآلهة
- أزتاك-سنتيوتل (يعني الذرة البيضاء).
- تلاتلاوهكا-سنتيوتل (يعني الذرة الحمراء).
- كوزوهكا-سنتيوتل (يعني الذرة الصفراء).
- ياياوهاكا-سنتيوتل (يعني الذرة السوداء).[1]